# Lamphey
Lamphey (en anglais) ou Llandyfái (en gallois) est un village et une communauté du Pembrokeshire, au pays de Galles.

## Géographie
Lamphey est situé dans le sud du Pembrokeshire, à 3 km à l'est du centre-ville de Pembroke. Le chef-lieu du comté, Haverfordwest, se trouve à une vingtaine de kilomètres au nord-ouest.
Le village est traversé par la route A4139 qui relie les villes de Pembroke et Tenby. Il possède également une gare ferroviaire (en) sur la West Wales line (en).
La communauté de Lamphey comprend aussi les villages et hameaux de Freshwater East (en), sur le littoral du canal de Bristol, et Hodgeston (en).

## Politique
Pour les élections locales, Lamphey constitue un ward (district électoral) qui comprend aussi la communauté voisine de Cosheston et élit un des 60 membres du conseil de comté du Pembrokeshire (en). Lors des élections locales de 2022, le siège de Lamphey est remporté par la candidate indépendante Tessa Hodgson.
Pour les élections à la Chambre des communes, Lamphey appartient à la circonscription de Mid and South Pembrokeshire depuis les élections générales de 2024.
Pour les élections au Parlement gallois, Lamphey est rattaché à la circonscription de Carmarthen West and South Pembrokeshire.

## Démographie
Au recensement de 2011, la communauté de Lamphey comptait 843 habitants.
| 1801 | 1811 | 1821 | 1831 | 1841 | 1851 | 1881 |
| ---- | ---- | ---- | ---- | ---- | ---- | ---- |
| 247  | 244  | 312  | 436  | 407  | 395  | 307  |

| 1891 | 1901 | 1911 | 1921 | 1931 | 1951 | 1961 |
| ---- | ---- | ---- | ---- | ---- | ---- | ---- |
| 271  | 315  | 268  | 508  | 294  | 351  | 418  |

| 1971 | 1981 | 1991 | 2001 | 2011 | - | - |
| ---- | ---- | ---- | ---- | ---- | - | - |
| 760  | ?    | ?    | ?    | 843  | - | - |

## Culture locale et patrimoine
Le monument le plus remarquable de Lamphey est le palais épiscopal (en) fondé au XIIIe siècle pour servir de résidence aux évêques de St David's. Il se développe particulièrement sous les épiscopats de Richard Carew (1256-1280), Henry Gower (en) (1328-1347) et Edward Vaughan (en) (1509-1522). Cédé à la Couronne par l'évêque William Barlow (en) en 1546, il passe entre les mains des comtes d'Essex, puis de la famille Owen d'Orielton en 1683 et enfin de la famille Mathias en 1821. Ses ruines sont un monument classé de grade I depuis 1970.
Au nord du palais épiscopal se dresse le manoir de Lamphey Court (en), construit en 1823 dans le style Greek Revival pour la famille Mathias. Monument classé de grade II* depuis 1970, il est converti en hôtel en 1980.
L'église paroissiale de Lamphey, dédiée à saint Tyfie et sainte Foy, comprend des éléments de maçonnerie remontant au XIIIe siècle, mais elle a été complètement reconstruite à l'occasion de sa restauration par l'architecte Ewan Christian (en) entre 1869 et 1871. C'est un monument classé de grade II depuis 1970.

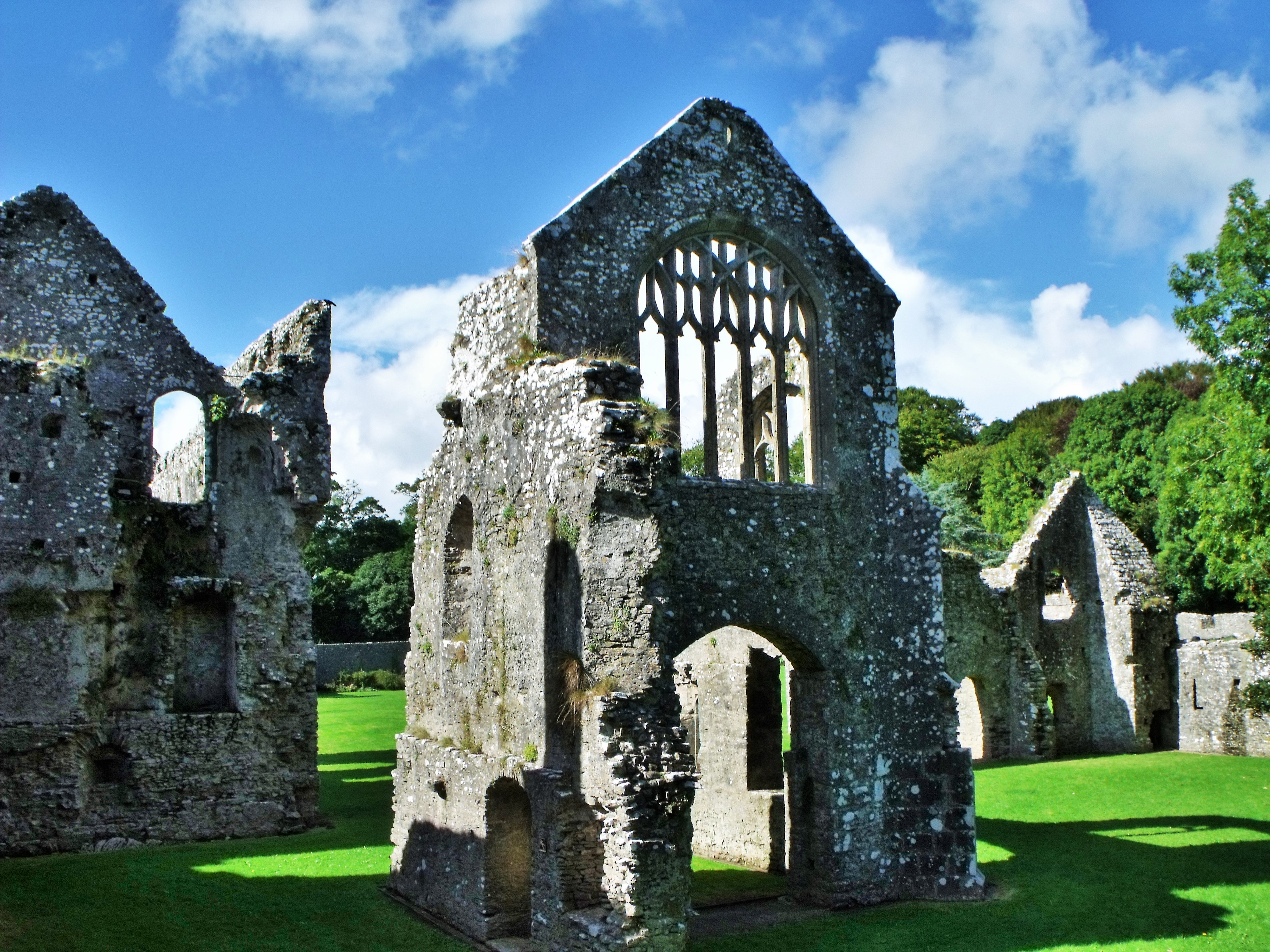
Les ruines du palais épiscopal de Lamphey (en).
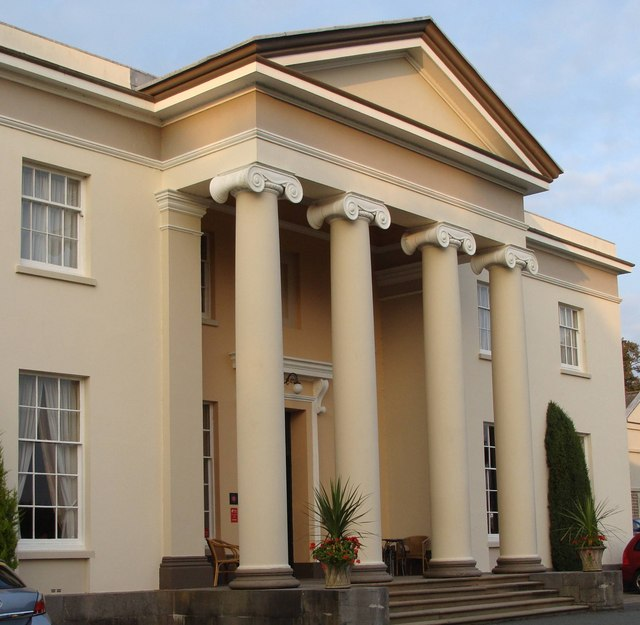
L'entrée de Lamphey Court (en) en 2008.
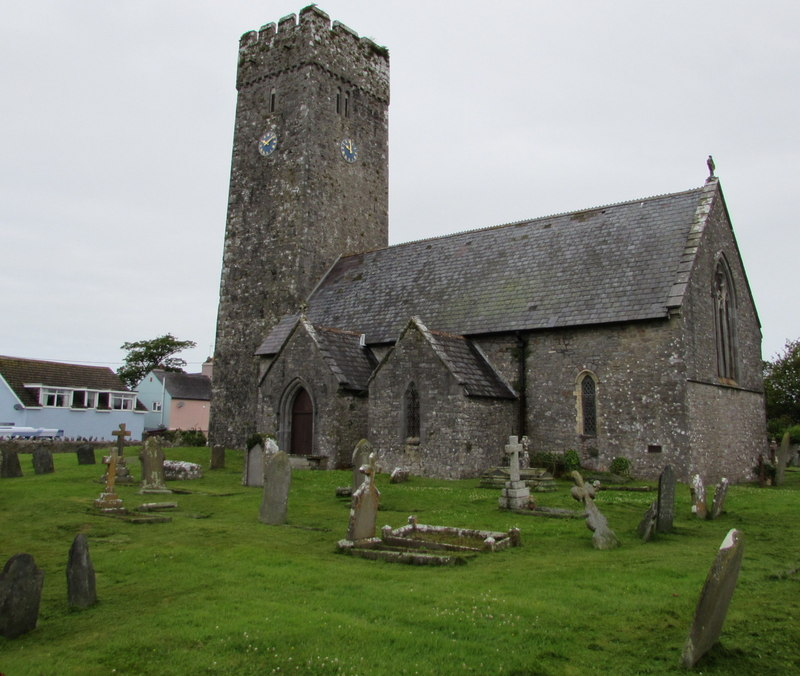
L'église Saint-Tyfie-et-Sainte-Foy.